# Жук
Жук е марка полски микробус произвеждан от 1959 до 1998 г. в град Люблин.
За производството му са използвани шасито, окачването и двигателят на Варшава .
До либерализацията на полската икономика през 1989, Жук се използва масово от държавните институции, след това марката успява да се задържи няколко години на пазара, като продава колите предимно на частни лица. Фирмата е част от Шевролет и се продава под марката „Люблин“ Най-разпространения вариант е ван/минибус, среща се и във форма на камион. Произведени са около 587 000 бройки.